# Ananas sagenaria
Ananas sagenaria es una especie de planta con flor perteneciente a la familia de las bromeliáceas.
Es una «planta no ramificada [con] hijuelos o estolones en base [y una] inflorescencia cónica» de un tamaño de 10 a 15 cm. El fruto maduro tiene la forma de un penacho grande. Es de sabor dulce y ácido, pero, al menos en Bolivia, no se conocen comunidades que lo consumen. Ananas sagenaria es endémica de Argentina, Bolivia, Brasil y Paraguay.

## Nombre común
Esta especie recibe el nombre común «caraguatapé», del guaraní ‘karaguata’ (cardo) y ‘pe’ (chato o plano).

## Sinonimia
- Bromelia sagenaria Arruda, Diss. Pl. Brasil: 14 (1810).
- Ananas bracteatus var. sagenarius (Arruda) Bertoni, Revista Agron. (Puerto Bertoni) 4: 43 (1910).
- Ananas sativus var. sagenarius (Arruda) Bertoni, Anales Ci. Parag. 9: 7 (1911).
- Pseudananas sagenarius (Arruda) Camargo, Revista Agric. (Piracicaba) 14(7-8): 4 (1939).
- Bromelia silvestris Vell., Fl. Flumin. 3: 129 (1829).
- Ananas macrodontes E.Morren, Ann. Bot. Hort. 28: 140 (1878).
- Ananas silvestris (Vell.) F.J.Müll., Ber. Deutsch. Bot. Ges. 14: 7 (1896).
- Ananas sativus var. macrodontes (E.Morren) Bertoni, Agronomía (Puerto Bertoni) 5(7): 256 (1913).
- Ananas microcephalus Bertoni, Anales Ci. Parag., II, 4: 252 (1919).
- Ananas microcephalus var. major Bertoni, Anales Ci. Parag., II, 4: 252 (1919).
- Ananas microcephalus var. minor Bertoni, Anales Ci. Parag., II, 4: 252 (1919).
- Ananas microcephalus var. missionensis Bertoni, Anales Ci. Parag., II, 4: 252 (1919).
- Ananas microcephalus var. mondayanus Bertoni, Anales Ci. Parag., II, 4: 252 (1919).
- Ananas microcephalus var. robustus Bertoni, Anales Ci. Parag., II, 4: 253 (1919).
- Pseudananas macrodontes (E.Morren) Harms in H.G.A.Engler & K.A.E.Prantl, Nat. Pflanzenfam. 15.ª: 153 (1930).
- Pseudananas sagenarius var. macrodontes (E.Morren) Camargo, Bol. Técn. Inst. Agron. N. 1: 21 (1943).[4]